# Carausius sanguineoligatus
Carausius sanguineoligatus är en insektsart som först beskrevs av Brunner von Wattenwyl 1907.  Carausius sanguineoligatus ingår i släktet Carausius och familjen Phasmatidae. Inga underarter finns listade.